# 松本荘一郎

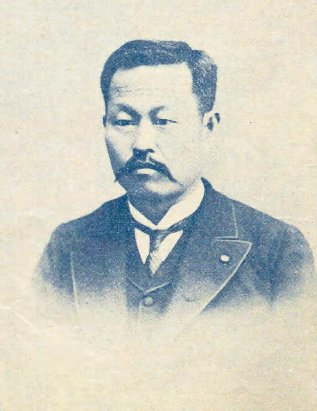
松本荘一郎

松本 荘一郎（まつもと そういちろう、1848年6月23日（嘉永元年5月23日） - 1903年（明治36年）3月19日）は、日本の鉄道官僚、技術者。工学博士。幼名は泰蔵。政治家の松本烝治の父。
日本で初めて工学博士となった5人のうちの1人。他に古市公威、原口要、志田林三郎、長谷川芳之助がいる。

## 経歴
播磨国神東郡粟賀村（現在の兵庫県神崎郡神河町）出身。箕作麟祥の塾に入り、山田冬蔵・高並大助（後の大井憲太郎）とともに三秀才と称された。家計が窮迫して郷里に帰ることになったが、塾生の大垣藩士上田肇（後の上田聴秋）の尽力で大垣藩士に取り立てられ、大学南校で学ぶことができた。1870年（明治3年）、アメリカ留学を命じられ、7年滞在して工学を学んだ。レンセラー工科大学出身。
帰国後は東京府御用掛として土木事務を担当し、東京大学工学科教授も務めた。1879年（明治12年）、開拓使御用掛となり、山内堤雲、平井晴二郎と共に炭鉱開掘、鉄道敷設、道路改正、市街整頓、石狩川河口改良などの事業を手掛け、開拓使廃止後も工部権大技長、農務権大技長として引き続き北海道の開拓を進めた。1884年（明治17年）に東京に戻って全国の鉄道敷設計画を担当し、工部大技長・鉄道一等技師、鉄道庁部長、同長官、逓信省鉄道技監・鉄道局長、鉄道作業局長官・逓信省鉄道局長を歴任した。墓所は多磨霊園。

## 栄典・授章・授賞
- 1890年（明治23年）10月8日 - 従四位[4]
- 1894年（明治27年）6月19日 - 勲三等瑞宝章[5]